# Ryan De Vries
Ryan De Vries, född 14 september 1991, är en nyzeeländsk fotbollsspelare.
Ryan De Vries spelade 1 landskamp för det Nyzeeländska landslaget.